# Mosquera (Cundinamarca)
Pour les articles homonymes, voir Mosquera.
Mosquera est une municipalité située dans le département de Cundinamarca, en Colombie.